# Joan Perarnau
Joan Perarnau (Vilallonga de la Salanca, 1911 - Cotlliure, 1993) va ser un escriptor i religiós que promogué el català al Rosselló.

## Biografia
Va ser ordenat sacerdot el 1937 i exercí de rector a Fontpedrosa, Sallagosa, Cotlliure i altres parròquies. També va ser canonge. Obertament catalanista, després del Vaticà II (i a causa de l'esperit renovador que aportà aquest a l'església catòlica) instituí la missa en català a la parròquia de Sant Mateu de Perpinyà, alhora que la conservava a Cotlliure.
En el camp literari, va ser mantenidor dels Jocs Florals de la Ginesta d'Or i publicà poesies emb el pseudònim Escolanet.